# Дело Baring Vostok
Дело Baring Vostok – уголовное дело против международного инвестора Майкла Калви, который основал фонд Baring Vostok. 
В феврале 2019 года миноритарный акционер банка «Восточный» Шерзод Юсупов обвинил Майкла Калви в мошеннических действиях в управлении банком «Восточный», в котором Baring Vostok владел контрольным пакетом. Обвинения также предъявили ещё пяти людям, трое из которых являлись сотрудниками Baring Vostok. Они касались сделки между Первым коллекторским бюро (подконтрольным Baring Vostok) и банком “Восточный”.
Следствие по делу длилось почти два года. 2 февраля 2021 года Мещанский суд Москвы приступил к рассмотрению по существу дела Baring Vostok.
На апрель 2021 года дело не завершено. Обвиняемые своей вины не признают. Представители Baring Vostok утверждают, что инициирование уголовного дела было попыткой давления на компанию в корпоративном конфликте с Артёмом Аветисяном. Он является акционером “Восточного” и партнёром Шерзода Юсупова, с которым они значатся единственными акционерами Модульбанка. Конфликт связан с исполнением колл-опциона на 9,9% акций банка “Восточный”, который позволял Аветисяну стать мажоритарным акционером.

## Контекст

### Опцион
В 2010 году фонд Baring Vostok купил 20% акций банка «Восточный». А затем довёл пакет до контрольного (51,62%). В 2016-м к «Восточному» присоединился Юниаструм Банк Артёма Аветисяна. В результате Аветисян стал контролировать 32% акций банка. Планировалось, что в будущем он станет мажоритарием. Для чего компания Evison Holdings Limited под контролем Baring Vostok предоставила структуре Finvision Holdings Limited Артёма Аветисяна опцион на 9,9% акций банка за 750 млн руб. Опцион первоначально был предоставлен на срок до 28 февраля 2017 года, а впоследствии был продлён до 31 марта 2018 года.
28 марта 2018 года Finvision начала отправлять уведомления об исполнении соглашения Evison Holdings Limited. Спустя день, 29 марта, Банк России согласовал исполнение опциона. Но с доставкой уведомления возникли трудности.
В мае 2018 года Evison добилась от кипрского суда обеспечительного ордера, по которому ни одна из сторон не вправе начинать какие-либо разбирательства до финального решения в Лондоне.
19 марта 2019 года Finvision Артёма Аветисяна подала иск в Арбитражный суд Амурской области (Банк «Восточный» зарегистрирован в городе Благовещенске Амурской области) о принудительной реализации колл-опциона на 9,99% от структур Baring Vostok. Истец попросил суд арестовать спорный пакет акций и запретить допэмиссию. По условиям самого колл-опциона все споры, касающиеся соглашения, должны решаться в Лондонском международном арбитражном суде (LCIA), но после изменения закона российским третейским судам понадобилась аккредитация от правительства, а у Лондонского суда её нет. Амурский суд по просьбе представителя Evison отложил заседание до 1 апреля 2019 г. Кипрская компания запросила чрезвычайное заседание лондонского арбитража, оно состоялось 23 марта. Лондонский международный арбитражный суд (LCIA) запретил компании Finvision продолжать судебное разбирательство в Арбитражном суде Амурской области.
Эту же позицию выразил и Высокий суд правосудия Англии и Уэльса. При этом адвокат Evison Дмитрий Савочкин сообщил, что за нарушение этого приказа предусмотрена уголовная ответственность по закону Англии и Уэльса за неуважение к суду, вплоть до тюремного заключения сроком на два года.
В 2019 году Evison подала иски в Лондонский международный арбитраж просила суд, где просила постановить, что опционное соглашение недействительно или истекло либо не было реализовано Finvision надлежащим образом.
17 мая 2019 года компания Finvision выиграла иск в Арбитражном суде Амурской области. Он обязал структуру Baring Vostok выполнить условия колл-опциона и продать 9,99% акций «Восточного» компании Аветисяна. Спустя месяц Трибунал Лондонского международного третейского суда (LCIA) признал за Finvision Артёма Аветисяна право на исполнение колл-опциона, а также признал уведомления, которые Finvision направляла в Evison, действительными. Арбитраж также отметил, что Аветисян начал тяжбу по опциону в суде Амурской области, несмотря на запрет проводить разбирательство в других юрисдикциях. 18 июня структуры Baring Vostok исполнили опцион.
В марте 2021 года в СМИ появилась информация, что Совкомбанк планирует купить банк «Восточный». По данным «Интерфакса», все акционеры банка «Восточный», включая «Финвижн холдингс» Артёма Аветисяна, который стал основным акционером банка, Baring Vostok и Шерзода Юсупова, подписали документы, обязывающие продать акции «Восточного» Совкомбанку.

### Сделка с акциями IFTG
В начале 2017 года «Первое коллекторское бюро» (ПКБ), которое контролировал Baring Vostok, предложило «Восточному» погасить кредиты акциями. В счёт долга на 2,6 млрд рублей агентство передавало 59,9% акций люксембургского фонда International Financial Technology Group (IFTG) ценой чуть больше 3 млрд рублей. Весной 2018 года миноритарий «Восточного» (4,8%) и давний партнёр Артёма Аветисяна Шерзод Юсупов заявил, что, согласно внутреннему аудиту, акции IFTG, которыми «Первое коллекторское бюро» (Baring Vostok) погасило кредит в 2,6 млрд рублей, стоили всего $3500 из-за ограничений в уставе компании, а оценщики PriceWaterhouseCoopers  оценили акции в 240 млн рублей.

### Разбирательство о мошенничестве акционеров
В 2018 году Baring Vostok начала разбирательство в Лондонском международном арбитраже против группы акционеров во главе с Аветисяном. Иски, по словам Калви, связаны более чем с десятью сделками, имеющими признаки мошенничества. По его словам, перед слиянием «Юниаструм банка» и «Восточного» Артём Аветисян вывел из подконтрольного ему банка значительные суммы под видом фиктивных сделок «…они покупали грибную ферму, консервный завод и тому подобное». На апрель 2021 года детали этого разбирательства неизвестны.
В этом же году ЦБ проводил проверку «Восточного», в ходе которого установил, что критический уровень кредитного риска у «Восточного» в большей степени обусловлен отсутствием контроля за качеством принятых на баланс активов в ходе присоединения в 2016 году банка «Юниаструм» Артёма Аветисяна. По итогам проверки ЦБ предписал банку досоздать дополнительные резервы более чем на 19 млрд рублей.
В свою очередь, досоздание резервов потребовало докапитализации банка «Восточный» на 5 млрд рублей. По словам Калви, первоначально её планировалось провести на паритетной основе и Аветисян давал обязательство внести свою часть в увеличение капитала, но потом стало понятно, что у этой части акционеров недостаточно средств. Baring Vostok выразила готовность внести в капитал 5 млрд рублей самостоятельно.

### Разбирательство в США
В конце 2020 года Evison Holdings обратилась в суд Нью-Йорка пояснив, что имеющаяся у инвестиционных фирм BrokerCreditService Cyprus Ltd. и BrokerCreditService Americas Inc. информация необходима как в рамках уголовного дела банка «Восточный», так и с учётом разбирательства со структурами Finvision Holdings Артёма Аветисяна в Лондонском международном арбитражном суде (LCIA).
Суд предписал Evison Holdings скорректировать свой запрос. Среди прочего судью Лауру Тэйлор Суэйн интересовало, с какой конкретно целью компания запрашивает информацию с учётом дела банка «Восточный». Это, по её мнению, необходимо для установления того, попадает ли компания под критерии «заинтересованного лица», предусмотренные статьёй 1782 Раздела 28 Свода Законов США.
После предоставления заявителем всей необходимой информации в августе 2020 года суд в Нью-Йорке удовлетворил заявление компании. Однако это решение было обжаловано инвестиционными фирмами, данные предоставлены не были.
В октябре 2020 года Министерство юстиции США выразило заинтересованность в связи с запросом Evison Holdings Limited и пообещало прояснить свою позицию до 18 декабря. Ввиду этого судья Суэйн, ознакомившись со статусом разбирательства в России и мнением сторон, приняла решение дождаться позиции Министерства юстиции США и приступать к рассмотрению жалобы двух инвестиционных фирм уже с учётом этой позиции.
В конце декабря 2020 года американское ведомство и посол США в России Джон Салливан выступили за удовлетворение судом Нью-Йорка обращения Evison Holdings. Минюст США аргументировал свою позицию тем, что полученные компанией сведения могут способствовать скорейшему урегулированию уголовного дела в отношении основателя инвестиционного фонда Baring Vostok Майкла Калви и тем самым «достижению внешнеполитической цели Соединённых Штатов, заключающейся в формировании двустороннего делового диалога с Россией».
При этом в Министерстве юстиции США тогда указали, что удовлетворение запроса Evison Holdings возможно только в том случае, если в судебном порядке будет окончательно установлено соблюдение компанией всех критериев для истребования информации в соответствии со статьёй 1782 Раздела 28 Свода Законов США.

## Расследование
По данным РБК, летом 2018 года сотрудники московского Управления экономической безопасности МВД проводили проверку сделки, которая легла в основу уголовного дела против Майкла Калви. Однако проверка не закончилась возбуждением дела.
В феврале 2019 года Шерзод Юсупов подал заявление с просьбой о возбуждении уголовного дела против основателя и старшего партнёра инвестиционного фонда Baring Vostok Майкла Калви начальнику управления «К» (обеспечение кредитно-финансовой сферы) службы экономической безопасности Федеральной службы безопасности (ФСБ), генерал-майору Ивану Ткачёву, а тот передал жалобу заместителю председателя Следственного комитета (СК), генерал-лейтенанту юстиции Игорю Краснову. В заявлении Юсупов сообщал о мошеннических действиях Калви и введения Юсупова в заблуждение относительно сделки о погашении долга ПКБ, просил провести проверку по статьям 144–145 УПК (регламентируют порядок работы с сообщениями о преступлениях), дать уголовно-правовую оценку действиям Калви, установить весь круг причастных к преступлению лиц и принять меры по восстановлению прав банка.
При этом Артём Аветисян на момент подачи иска состоял в общественном совете при ФСБ, однако в интервью РБК он заявлял, что его статус не даёт ему полномочий влиять на правоохранительную деятельность службы.
24 мая 2019 года Комиссия по этике РСПП постановила, что у Юсупова была личная заинтересованность в нахождении Майкла Калви и его партнёров под стражей и развитии их уголовного дела. Юсупову рекомендовали отозвать своё заявление в СК. Юсупов заявил, что считает действия комиссии порочащими его деловую репутацию и может обратиться в суд.
С 7 по 12 февраля 2019 года ФСБ проводила проверку по заявлению Юсупова, после чего передала материалы в СК для возбуждения дела по части 4 статьи 159 УК (мошенничество, совершённое организованной группой либо в особо крупном размере или повлёкшее лишение права гражданина на жилое помещение).
15 февраля Калви задержали в Москве по подозрению в причастности к хищению у банка «Восточный» 2,5 млрд рублей, а на следующий день Басманный суд принял решение об аресте. По тому же делу задержали и взяли под стражу ещё пять человек, в том числе трёх сотрудников Baring Vostok. А именно: партнёра Вагана Абгаряна, партнёра по финансовому сектору Филиппа Дельпаля и директора по инвестициям Ивана Зюзина (все члены совета директоров «Восточного» в начале 2017 года), а также советника предправления Норвик Банка ( в прошлом главу «Восточного») Алексея Кордичева и гендиректора Первого коллекторского бюро Максима Владимирова.
По версии Следственного комитета России, в 2015 году обвиняемые создали группу для хищения средств банка «Восточный» в пользу офшорной компании Balakus Company Limited, подконтрольной дочерней компании Baring Vostok «Бэринг Восток Менеджер Холдинг Лимитед», а также самому банку. Их целью были 2,55 млрд рублей кредитных средств, выданных в 2015 году ПКБ. Следствие считает, что на тот момент они не были обеспечены и поэтому могли считаться невозвратными. Участники способствовали оформлению соглашения об урегулировании долга на заведомо невыгодных для банка условиях: банку передали 59,9% акций люксембургского фонда International Financial Technology Group (IFTG). На совете акционеров было заявлено, что стоимость этих акций составляет 3 млрд рублей, однако ФСБ установила, что речь может идти максимум о 600 тысячах рублей.
Майкл Калви вину не признал и заявил, что Шерзод Юсупов подал заявление в ФСБ не потому, что он был введён в заблуждении о сумме сделки между ПКБ и «Восточным», а из-за внутреннего конфликта. По мнению Калви, Юсуповым двигали два мотива — создать рычаг давления на разбирательство в лондонском суде и усилить переговорные позиции, подняв цену акций при размещении допэмиссии банка, которую выкупит Baring Vostok, чтобы доля Аветисяна и связанных с ним акционеров уменьшилась менее значительно. В одном из заявлений Калви напрямую обвинил Аветисяна в заказе уголовного дела, он считает, что тот инициировал обвинения против него, чтобы захватить «Восточный» и скрыть собственные преступления.
10 апреля 2019 года СКР направил в Басманный суд Москвы ходатайство об изменении меры пресечения для Калви на домашний арест. Следователь Людмила Самойленко заявила, что за два месяца, которые прошли с момента ареста Калви, изменился ряд обстоятельств.
«На протяжении двух месяцев расследования установлено, что обстоятельства, которые легли в основу ареста, изменились. Калви обладает устойчивыми социальными связями в Москве. Поступало достаточно большое количество ходатайств от лиц, которые поручались за него, — сказала следователь. — Он имеет постоянное место работы, фактически занимается развитием инвестпроектов в РФ, оказывает благотворительную помощь различным фондам и организациям, в том числе больным детям, имеет в собственности недвижимое имущество, данных о котором не было на момент избрания ему меры пресечения [в виде содержания под стражей], а также на его иждивении находятся трое детей. Поэтому следствие считает возможным изменить ему меру пресечения и избрать домашний арест». 11 апреля судья Юлия Сафина из Басманного суда перевела Калви из СИЗО под домашний арест.
В июне 2019 года следователь Людмила Самойленко отказалась удовлетворить ходатайства защиты о приобщении к делу документов, свидетельствующих, по мнению защиты, что кредит ПКБ ушёл на погашение обязательств самого банка. В частности, речь шла о судебных решениях, которыми было установлено урегулирование задолженности в размере 2 545 670 584 руб. между банком и ПКБ к «обоюдному удовлетворению интересов сторон». Также эти материалы не были приобщены к делу в октябре.
Бизнес-омбудсмен Борис Титов попросил генпрокурора Игоря Краснова учесть позицию стороны защиты при поступлении уголовного дела с обвинительным заключением в Генпрокуратуру. Титов отмечает, что следствие не приняло никаких мер по устранению противоречий между установленными решением арбитражного суда фактами, мнением независимых экспертов и позицией, положенной в основу обвинения.
Осенью 2019 года завершилась экспертиза по оценке акций люксембургского фонда International Financial Technology Group. Она показала, что рыночная стоимость ценных бумаг, переданных КБ «Восточный» в счёт погашения кредита, составляет не 600 тысяч рублей, а 3,8 млрд рублей. Также было установлено, что потерпевший Шерзод Юсупов являлся одним из инициаторов внесения акций IFTG в качестве отступного в счёт погашения долга перед банком «Восточный», а значит, не мог не отдавать себе отчёта в истинной цене акций. В возникшей ситуации состав мошенничества стал не актуален, поскольку отступные даже превысили сумму кредита.
В декабре 2019 года Следственный Комитет изменил квалификацию инкриминируемого обвиняемым преступления с особо крупного мошенничества, посчитав, что в их действиях не было обмана, и предъявил обвинение в особо крупной растрате (часть 4 статьи 160 УК РФ). Их обвинили в том, что в 2015 году принадлежавшее Baring Vostok ПКБ получило ничем не обеспеченный кредит, на который были приобретены государственные ценные бумаги Казначейства США, переданные затем офшорной компании Balakus (частично она контролировалась банком «Восточный»). Из всего этого следствие сделало вывод, что кредит был безвозвратно присвоен и растрачен, хотя подследственные утверждали, что эта операция была проведена с целью взаимозачёта долговых обязательств между офшорной компанией и банком. В СК не стали изучать эту схему, отказав защите в приобщении финансовых документов, подтверждающих её обоснованность. Обвиняемые свою вину отрицают.
По словам Калви, в 2014 году в результате ряда финансовых операций 6,5% акций «Восточного» оказались во владении кипрской компании Balakus Company Limited (BCL), которая приобрела их на средства другой кипрской компании BrokerCreditService (BCS). Банк передал последней в качестве залога под финансирование BCL свои еврооблигации стоимостью 5 млрд рублей. Однако в 2015 году Центробанк РФ обязал российские банки создавать резервы, покрывающие 100% стоимости любых ценных бумаг, находящихся на счетах в иностранных депозитариях. Создание такого резерва могло нанести серьёзный ущерб «Восточному» вплоть до отзыва у банка лицензии. В этих условиях было решено немедленно вернуть еврооблигации из кипрского депозитария, в котором их держала BCS. Проблема заключалась в том, что данные бумаги были заложены, поэтому Майкл Калви и его партнёры решили погасить задолженность перед BCS, для чего перевести BCL 2,5 млрд рублей— сумму задолженности.
Однако банку было невыгодно напрямую кредитовать BCL, поскольку и в этом случае пришлось бы создавать соответствующие резервы. Поэтому задолженность решили погасить через российскую компанию ПКБ, подконтрольную Майклу Калви. В итоге, утверждал в суде американец, проведя данную сделку в 2015 году, банк смог не только вернуть под свой контроль еврооблигации, но и избежать финансовых проблем. А как следствие, сохранить позиции на финансовом рынке.
В июне 2020 года произошло слушание в Первом апелляционном суде общей юрисдикции по апелляционным жалобам защиты. Защита ходатайствовала о смягчении домашнего ареста Майкла Калви в связи с обнаружением онкологического заболевания (подтверждающие документы были приобщены к материалам дела), однако суд решил продлить срок домашнего ареста до 13 августа.
В октябре 2020 года состоялось заседание в Первом апелляционном суде общей юрисдикции. На нём директор по инвестициям фонда Baring Vostok Иван Зюзин сообщил, что Шестым арбитражным апелляционным судом были исследованы обстоятельства погашения кредита Первым коллекторским бюро перед банком "Восточный" путём внесения в 2017 году в качестве отступного 59,9% акций люксембургской компании International Financial Technology Group. В результате суд признал данное соглашение коммерчески обоснованным, а действия ответчика ПКБ не выходящими за пределы обычного предпринимательского риска.
В конце октября 2020 года банк «Восточный» и ПКБ подписали мировое соглашение, согласно которому банк, признанный потерпевшей стороной, отзывает из уголовного дела финансовые требования к обвиняемым, получив 2,5 млрд рублей.
Тогда же СК направил материалы уголовного дела  в Генпрокуратуру РФ для утверждения обвинительного заключения. Заместитель генерального прокурора Виктор Гринь утвердил обвинительное заключение по уголовному делу о растрате в особо крупном размере (часть 4 статьи 160 УК).
В ноябре этого же года Генпрокуратура России обратились в Верховный Суд с просьбой о переносе слушаний по делу из Благовещенска, где зарегистрирован банк «Восточный» и где по закону должны вестись слушания, в Москву. Защита была не против. Суд удовлетворил это ходатайство. На этом же слушании суд освободил из-под домашних арестов основателя фонда Baring Vostok Майкла Калви и его предполагаемых сообщников. Судья Василий Зыкин сообщил, что данное решение принято потому, что из-за окончания следственных действий у обвиняемых больше нет возможности как-то повлиять на расследование дела или оказать давление на свидетелей. Хотя большая часть ограничений осталась в силе. Обвиняемым, как и раньше, запрещено использовать средства связи, интернет и почту, общаться друг с другом, с представителями КБ «Восточный» и посторонними лицами. При этом они, правда, получили возможность чаще бывать на улице, но должны возвращаться домой в восемь вечера и до шести утра находиться в своём жилье. Участие в массовых мероприятиях им также запрещено. Также освободили из-под ареста их имущество, поскольку банку «Восточный» в рамках мирового соглашения с ПКБ был полностью возмещён ущерб в размере 2,5 млрд рублей.
В начале декабря 2020 года уголовное дело поступило в Мещанский районный суд Москвы для рассмотрения по существу.
25 декабря 2020 года Мещанский суд Москвы продлил меру пресечения в виде запрета определённых действий Калви и другим фигурантам дела до 4 июня 2021 года.
В январе 2021 года адвокаты обвиняемых ходатайствовали о возвращении дела в Генпрокуратуру для устранения нарушений УПК в Мещанском суде Москвы. Они отметили, что расследование произвели не в полном объёме, а также что следствие не имело права предъявлять их подзащитным новое обвинение, не прекратив уголовного преследования по старому. В июле 2020 года, когда фигуранты дела знакомились с его материалами, следователь СК, устранив некоторые неточности в обвинении, не только снова предъявил его инвесторам, но и допросил их. По мнению защиты, для совершения этих действий в СК должны были возобновить предварительное следствие, чего сделано не было. А значит, утверждала защита в суде, повторное предъявление обвинения являлось незаконным. Кроме того, адвокаты обратили внимание суда на то, что следствие фактически проигнорировало их требование о допросе дополнительных свидетелей со стороны защиты, список которых был предложен на рассмотрение СК.
На все эти замечания следователь и прокурор в Мещанском суде ответили, что в ходе предъявления обвинения в окончательной редакции речь не шла о новых эпизодах дела, имела место обычная переквалификация одних и тех же преступных действий.
Суд отклонил ходатайство.

## Судебный процесс
2 февраля 2021 года Мещанский суд Москвы приступил к рассмотрению по существу дела Baring Vostok.
18 февраля 2021 года защита подала коллективное ходатайство с требованием вывести из числа потерпевших в деле о растрате (статья 160 УК) миноритарного акционера банка Шерзода Юсупова на том основании, что во время предполагаемого преступления, в 2015 году, тот не имел к банку никакого отношения. Но суд в этом требовании защите отказал.
7 апреля 2021 года в Мещанском райсуде Шерзод Юсупов повторил версию о том, что был введён в заблуждение относительно стоимости 59% акций люксембургской компании International Financial Technology Group (IFTG), которые были переданы банку в качестве отступного по кредитам, признав, что после заключения мирового соглашения Baring Vostok с банком все финансовые претензии были урегулированы. Также стало известно, что в материалах дела имеется заключение сертифицированного специалиста по оценке бизнеса и недвижимости и члена Экспертно-консультативного совета по оценочной деятельности Минэкономразвития  Светланы Табаковой, в котором сказано, что акции IFTG изначально, на момент их внесения в качестве отступного, стоили более 4 млрд руб. Причём это было задолго до того, как аудиторы, приглашённые Шерзодом Юсуповым, оценили их в 250 млн рублей.

## Оценка
25 февраля 2019 года фонд Baring Vostok обратился к президенту России Владимиру Путину с открытым письмом, в котором попросил его взять уголовное дело «под личный контроль». В документе отмечается, что уголовное дело в отношении топ-менеджеров Baring Vostok было возбуждено «на фоне корпоративного спора» в «Восточном» между фондами Baring Vostok с одной стороны и акционерами банка — с другой. Пресс-секретарь Владимира Путина Дмитрий Песков, ответил, что президент не может комментировать и не будет вмешиваться в дело Калви, это прерогатива следственных органов. Отметив, что это дело не должно увязываться с инвестклиматом в России в целом и не должно иметь какого-то негативного воздействия.
Партнёр коллегии адвокатов Pen&Paper Вадим Клювгант высказал мнение, что в советах директоров приличных банков уже давно нет людей настолько невежественных и наивных, чтобы их можно было так примитивно обмануть. «А вот серьёзные корпоративные процедуры, аудит и комплаенс, там как раз есть», — добавил он. — «В общем, про подобные сюжеты хочется вслед за Станиславским сказать: не верю. Они обычно прикрывают собой что-то иное и свидетельствуют о негодной попытке управлять экономикой с помощью дубины уголовной репрессии».
Директор центра политологических исследований Финансового университета Павел Салин считает дело Калви ярким примером «силового предпринимательства», когда силовой ресурс (в данном случае — возбуждение уголовного дела) используется для давления на бизнес с целью его передела.
Председатель совета директоров инвестиционной группы «Русские Фонды» Сергей Васильев на своей странице в Facebook заявил, что задержание Майкла Калви — это «позор для всего финансового и инвестиционного рынка России».
Основатель компании inDriver Арсен Томский заявил в Facebook, что «задержание в ходе экономических разборок руководителей одного из крупнейших инвестфондов, с отличной репутацией, не спекулянтов на биржах, а реально инвестировавшего в российские компании» для экономики страны «похуже любых текущих санкций». Аналогичной позиции, размещённой на странице Facebook, придерживается и управляющий директор венчурного фонда LETA Capital Александр Чачава. Он считает задержание скорее «необдуманными, непрофессиональными действиями правоохранительных органов».